# 李详 (五代)
李详，五代十国后唐、后晋、后汉、后周官员。
李详在後唐任左补阙。长兴二年（931年），太原地震，留守上密折。李详向唐明宗上疏認為這樣做不妥，唐明宗赐給李详五品章服。天福三年（938年）担任中书舍人的李详上疏后晋高祖石敬瑭：“為了節省開支请淘汰一些官員。”天福四年（939年），中书舍人李详改任礼部侍郎，天福八年（943年），工部侍郎李详出任刑部侍郎。开运三年（946年），尚书右丞李详出任吏部侍郎。广顺元年（951年）二月，郭威讓李详擔任吏部侍郎。

## 注
1. ↑  《册府元龟》卷五百四十九·谏诤部·褒赏
2. ↑  《册府元龟》卷四百八十一·台省部·轻躁